# Praça da Paz Celestial
A Praça da Paz Celestial (em chinês simplificado 天安门广场 e tradicional 天安門廣場; em pinyin Tiān'ānmén Guǎngchǎng), também conhecida por Praça Tiananmen é uma grande praça no centro da cidade de Pequim, capital da República Popular da China. É a terceira maior praça pública do mundo, sendo superada apenas pela Praça Merdeka, localizada em Jacarta, na Indonésia, e pela Praça dos Girassóis, localizada em Palmas, no Brasil.
Ampliada em 1949, a praça tem ao norte a Cidade Proibida, no centro contém o Monumento aos Heróis do Povo, de 38 metros, com inspiração do presidente Mao Zedong, onde está escrito os heróis do povo são imortais.
A leste e oeste foram construídos importantes edifícios de estilo soviético.  A avenida, usada para desfiles do governo da China. Tendo a praça também o Mausoléu de Mao Zedong.
Para os chineses a praça é conhecida como o coração simbólico do país e para os estrangeiros é conhecida pelos protestos de estudantes em 1989.